# Герхард III фон Хепендорф
Герхард III фон Хепендорф (на немски: Gerhard III von Heppendorf; Elverfeld, Elberfeld; † сл. 1318) е благородник от род Хепендорф (днес част от Елсдорф) в Северен Рейн-Вестфалия, чрез женитба господар на Алпен (в Северен Рейн-Вестфалия) и наследствен-фогт на Кьолн.
Той е син на Рутгер I фон Хепендорф, наследствен-фогт на Кьолн († 10 януари 1268, убит в битка) и съпругата му Гертруд фон Шинен († сл. 1264), вдовица на Винрих фон Вайсвайлер († 1256), дъщеря на Готфрид II фон Шинен, господар на Роде и Виле († сл. 1253), и Юлиана († сл. 1240). Брат е на Рутгер цу Райдт, господар на Райдт († 23 юли 1313) и полубрат на Елизабет фон Вайсвайлер († сл. 1273), омъжена за Вилхелм фон Милен († 5 септември 1272).
Родът на „господарите фон Хепендорф“ е споменат за пръв път през 1119 г. с Херман фон Хепендорф, едел-фогт на Кьолн (1139 – 1159). Родът служи от 12. до 14. век като министериали на архиепископите на Кьолн. Резиденцията на рода е замък Елберфелд от ок. 1243 г. до ок. 1430? г. в днешен Вупертал. От 1257 г. родът се нарича „фон Елферфелд“ на замък Елберфелд.

## Фамилия
Герхард III фон Хепендорф се жени ок. 1270 г. за Елизабет († сл. 1289). Бракът е бездетен.
Герхард III фон Хепендорф се жени втори път сл. 1289 g. за Кунигунда фон Алпен († сл. 1294), дъщеря на Хайнрих IV фон Алпен († 1274) и Кунигунда фон Викрат († сл. 1271). Те имат децата:
- Рутгер II фон Хепендорф († 1353), господар на Арпен, наследствен-фогт на Кьолн, женен за 	Алверадис фон Гарздорф († 1357); имат син:
  - Гумпрехт фон Хепендорф († сл. 1 септември 1381), господар на Алпен и Гарздорф, наследствен-фогт на Кьолн[3]
- Ида фон Хепендорф († сл. 1349), омъжена I. за Рутгер фон Райц († 1330), II. 1346 г. за граф Рупрехт III фон Вирнебург († 1352)